# 명동역
명동역(明洞驛, Myeong-dong station)은 서울특별시 중구 충무로2가에 있는 수도권 전철 4호선의 전철역이다.

## 역사
- 1983년 9월 13일 : 명동역으로 역명 결정[1]
- 1985년 10월 18일 : 서울 지하철 4호선 한성대입구 ~ 사당 구간 개통과 함께 영업 개시[2]
- 2007년 8월 1일 : 스크린도어 설치
- 2016년 8월 1일 : 명동(정화예술대)로 역명 변경 (한시적 병기)
- 2022년 9월 1일:  명동(우리금융타운)로 역명 변경[3]

## 역 구조
1면 2선의 섬식 승강장을 갖춘 지하역이며,  스크린도어가 설치되어 있다. 출구는 10개다.

### 승강장
| 충무로 ↑ |
| 하 상 \| |
| ↓ 회현   |

| 상행 | ● 수도권 전철 4호선 | 동대문역사문화공원 · 동대문 · 혜화 · 창동 · 진접(경복대) 방면 |
| 하행 | ● 수도권 전철 4호선 | 회현 · 이촌 · 과천 · 금정 · 안산 · 오이도 방면                |

## 역 주변
- 가톨릭평화방송
- 서울남산초등학교
- 대한적십자사 서울사무소
- 리라초등학교
- 리라아트고등학교
- 명동
- 밀리오레
- 명동성당
- 서울시정개발연구원
- 서울예술대학교 남산캠퍼스(드라마센터)
- 서울중앙우체국 방면
- 숭의여자대학교
- 서울특별시 소방재난본부
- 주한 중국 대사관
- 주한 코스타리카 대사관
- 주한 페루 대사관
- 주한 칠레 대사관
- 주한 세네갈 대사관
- 주한 우루과이 대사관
- CGV 명동역
- CGV 명동5
- 정화예술대학교
- 서울중부경찰서
- 한국전력공사 경인건설본부
- 인제대학교 서울백병원
- 회현동
- 롯데영플라자
- 남산케이블카
- 남산1호터널
- 회현사거리 방면
- 신한은행 명동역지점
- 충무로 방면

## 이용객 변동
| 노선  | 노선   | 일평균 인원수 (명/일) | 일평균 인원수 (명/일) | 일평균 인원수 (명/일) | 일평균 인원수 (명/일) | 일평균 인원수 (명/일) | 일평균 인원수 (명/일) | 일평균 인원수 (명/일) | 일평균 인원수 (명/일) | 일평균 인원수 (명/일) | 일평균 인원수 (명/일) | 각주  |
| 노선  | 노선   | 2000년                | 2001년                | 2002년                | 2003년                | 2004년                | 2005년                | 2006년                | 2007년                | 2008년                | 2009년                | 각주  |
| ----- | ------ | --------------------- | --------------------- | --------------------- | --------------------- | --------------------- | --------------------- | --------------------- | --------------------- | --------------------- | --------------------- | ----- |
| 4호선 | 승차   | 38,779                | 41,594                | 44,543                | 42,272                | 43,858                | 41,924                | 40,724                | 39,037                | 38,453                | 40,298                | [ 4 ] |
| 4호선 | 하차   | 42,242                | 44,932                | 47,602                | 45,130                | 46,086                | 44,486                | 44,038                | 42,516                | 41,841                | 44,384                | [ 4 ] |
| 4호선 | 승하차 | 81,022                | 86,526                | 92,145                | 87,402                | 89,943                | 86,411                | 84,761                | 81,553                | 80,294                | 84,681                | [ 4 ] |
| 노선  | 노선   | 2010년                | 2011년                | 2012년                | 2013년                | 2014년                | 2015년                | 2016년                | 2017년                | 2018년                |                       | [ 4 ] |
| 4호선 | 승차   | 41,833                | 43,507                | 42,108                | 41,358                | 43,013                | 40,306                | 41,723                | 39,979                | 39,054                |                       | [ 4 ] |
| 4호선 | 하차   | 46,463                | 47,990                | 46,317                | 45,358                | 47,106                | 44,028                | 45,505                | 43,143                | 42,155                |                       | [ 4 ] |
| 4호선 | 승하차 | 88,296                | 91,497                | 88,425                | 86,716                | 90,119                | 84,334                | 87,228                | 83,122                | 81,209                |                       | [ 4 ] |

## 인접한 역
| 서울 지하철 4호선    | 서울 지하철 4호선   | 서울 지하철 4호선    |
| -------------------- | ------------------- | -------------------- |
| 423 충무로 진접 방면 | ● 수도권 전철 4호선 | 425 회현 오이도 방면 |